# پل لوگا
پل لوگا (انگلیسی: Paul Loga؛ زادهٔ ۱۴ اوت ۱۹۶۹) بازیکن فوتبال اهل کامرون بود.
وی همچنین در تیم ملی فوتبال کامرون بازی کرده‌است.